# Hamana manifesta
Hamana manifesta är en insektsart som beskrevs av Delong 1942. Hamana manifesta ingår i släktet Hamana och familjen dvärgstritar. Inga underarter finns listade i Catalogue of Life.